# إدارة مركز البيانات

غرفة خوادم تحتوى على مركز بيانات

إدارة مركز البيانات (بالإنجليزية: Data center management) هي مجموعة المهام التي يؤديها المسؤولون عن إدارة التشغيل المستمر لمركز البيانات  ، وهذا يشمل إدارة خدمات الأعمال والتخطيط للمستقبل.
تاريخياً، كان يُنظر إلى إدارة مركز البيانات على أنها شيء يؤديه الموظفون، بمساعدة أدوات تُسمى مجتمعة أدوات إدارة البنية التحتية لمركز البيانات (DCIM). لكل من العمليات الداخلية والاستعانة بمصادر خارجية، يجب إدارة اتفاق مستوى الخدمة لضمان توافر البيانات.

## تاريخ
تاريخياً، كان يُنظر إلى إدارة مركز البيانات على أنها شيء يؤديه الموظفون، بمساعدة أدوات تُسمى مجتمعة أدوات إدارة البنية التحتية لمركز البيانات (DCIM). لكل من العمليات الداخلية والاستعانة بمصادر خارجية، يجب إدارة اتفاق مستوى الخدمة لضمان توافر البيانات. حيث شهدت البنية الأساسية للحوسبة ثلاث «موجات من التطور» طويلة الأمد على مدار 65 عامًا الماضية، حيث شهدت الموجة الأولى التحول من أجهزة الكمبيوتر المركزية للخوادم القائمة على x86، بناءً على مواقع العمل وتتم إدارتها بواسطة فرق تقنية المعلومات الداخلية، كما شهدت الموجة الثانية محاكاة ظاهرية واسعة النطاق للبنية الأساسية التي دعمت التطبيقات. وقد سمح ذلك بتحسين استخدام الموارد وإمكانية نقل أعباء العمل عبر مجموعات البنية الأساسية المادية، وجاءت الموجة الثالثة تكتشفنا في الوقت الحاضر، حيث نرى الانتقال إلى السحابة والسحابة المختلطة والسحابة الأصلية. وتصف هذه الأخيرة التطبيقات التي تم إنشاؤها في السحابة.

## أنواع مراكز البيانات

### مراكز بيانات المؤسسات
يتم إنشاء هذه المراكز وتمتلكها وتشغلها الشركات ويتم تحسينها للمستخدمين النهائيين. وغالبًا ما يتم إيواؤها في مقر الشركة.

### مراكز البيانات ذات الخدمة المُدارة
تتم إدارة مراكز البيانات هذه بواسطة جهة خارجية (أو مزود خدمات مُدارة) نيابة عن شركة. تقوم الشركة بتأجير المعدات والبنية التحتية بدلاً من شرائها.

### مراكز البيانات ذات الموقع المشترك
في مراكز بيانات الموقع المشترك («كولو»)، تستأجر شركة مساحة داخل مركز بيانات يمتلكه آخرون وتقع خارج مباني الشركة. يستضيف مركز البيانات ذو الموقع المشترك البنية التحتية: البناء، والتبريد، وعرض النطاق الترددي، والأمن وما إلى ذلك، في حين توفر الشركة وتدير المكونات، بما في ذلك الخوادم والتخزين وجدران الحماية.

### مراكز بيانات السحابة
في هذا الشكل الخارجي لمركز البيانات، تتم استضافة البيانات والتطبيقات من قبل مزود خدمات سحابية مثل خدمات أمازون ويب أو مايكروسوفت (مايكروسوفت أزور) أو آي بي إم السحابية أو مزود سحابة عام آخر.